# Adolfo Murillo
Adolfo Murillo Sotomayor (Santiago, 4 de noviembre de 1840 – 14 de noviembre de 1899) fue un médico y parlamentario chileno. 
Titulado de médico cirujano en la Universidad de Chile en 1862. En 1865 se le eligió como director de la Sociedad de Instrucción Primaria de Santiago, y en 1870 se incorporó como miembro de la Facultad de Medicina de la Universidad de Chile. En dicha Facultad ejerció como profesor de Obstetricia desde 1879, y fue elegido decano desde agosto de 1880 a 1882. Escribió numerosas publicaciones científicas sobre medicina, biología, higiene y mortalidad, y formó parte de varias instituciones y sociedades científicas nacionales e internacionales, como la Sociedad Médica de Chile, la Junta Central de Vacunas, la Sociedad de Farmacia, y las sociedades Médica de Argentina, Bogotá y Brasil.
Más tarde fue elegido diputado suplente por Parral, durante el período 1879-1882 por el Partido Nacional o monttvarista, y diputado propietario por Santiago, para el período 1882-1885 por el Partido Liberal, período durante el cual formó parte de la Comisión Permanente de Educación y Beneficencia.